# Governo Talleyrand
Il Governo Talleyrand è stato in carica dal 9 luglio 1815 al 26 settembre 1815, per un totale di 2 mesi e 17 giorni.
Venne formato da Luigi XVIII rientrato a Parigi dopo il secondo esilio, concluso dalla battaglia di Waterloo e dalla fine dei Cento giorni. La data ufficiale è il 9 luglio 1815, giorno della pubblicazione dell'atto di nomina su Le Moniteur. In effetti Talleyrand era stato chiamato dal sovrano già il 7 luglio à Saint-Denis).
Questo primo governo della Restaurazione succedette alla Commissione provvisoria di governo, presideduta dal Fouché, che aveva retto la Francia nei pochi giorni successivi alla seconda abdicazione di Napoleone. Esso ebbe termine con le dimissioni del gabinetto, presentate a Luigi XVIII il 19 settembre 1815, per tre ragioni principali:
- il "secondo trattato di Parigi", che Talleyrand non era felice di sottoscrivere, in quanto ne giudicava le condizioni troppo peggiorative rispetto alle condizioni da lui negoziate a Vienna ed umilianti per la Francia (ma non si capisce come esse avrebbero potuto essere migliori, nelle circostanze date);
- le pressioni esercitate su Luigi XVIII dallo zar di Russia Alessandro I per rimpiazzare un governo pieno di ex-bonapartisti con una compagine maggiormente legittimista;
- l'esito delle elezioni della prima Camera dei deputati (eletta conformemente alla Carta del 1814), detta Chambre introuvable, dominata da una maggioranza ultra-realista, ostile al Talleyrand e, in particolare, al Fouché (in quanto tra i deputati che avevano votato per la morte di Luigi XVI, dunque un 'regicida').

Al Talleyrand successe, quindi, il 26 settembre 1815, il governo del duca di Richelieu.
La vigente Carta del 1814 non prevedeva fiducia parlamentare, né la figura del primo ministro: i singoli ministri erano emanazione del potere esecutivo, strettamente identificato con la persona del sovrano e, quindi, le date di entrata in carica e dimissioni dei singoli ministri, differiscono, talvolta, leggermente le une con le altre.

## Consiglio dei Ministri
| Carica                                               | Titolare | Titolare                     | Partito  |
| ---------------------------------------------------- | -------- | ---------------------------- | -------- |
| Presidente del Consiglio dei Ministri                |          | Duca di Talleyrand           | Cartista |
|                                                      |          |                              |          |
| Ministro degli Affari Esteri                         |          | Duca di Talleyrand           | Cartista |
| Ministro dell'Interno                                |          | Barone Pasquier              | Cartista |
| Ministro della Giustizia                             |          | Barone Pasquier              | Cartista |
| Ministro della Guerra                                |          | Laurent de Gouvion-Saint-Cyr | Militare |
| Ministro delle Finanze                               |          | Barone Louis                 | Cartista |
| Ministro della Marina e Colonie                      |          | Arnail François de Jaucourt  | Militare |
| Ministro della Polizia                               |          | Joseph Fouché                | Nessuno  |
|                                                      |          |                              |          |
| Ministro senza portafoglio con delega all'Istruzione |          | Pierre-Paul Royer-Collard    | Cartista |